# Grb Jerseyja
Grb Jerseyja je crveni štit na kojem se nalaze tri zlatna lava u prolazu i s podignutom šapom. Godine 1279. darovan je otoku, kao pečat Edwarda I.
Od 1981. nalazi se i na zastavi Jerseyja.